# Luisa Värk
Luisa Värk, née le 6 février 1987 à Elva (Estonie), est une chanteuse pop estonienne. Elle est l'épouse de Taavi Rõivas, élu premier ministre estonien le 26 mars 2014.

## Carrière
Luisa a commencé à étudier le chant en 1994. En 1995, elle entame des études de piano au conservatoire de musique d'Elva. En 2009, elle obtient sa maîtrise d'ingénieur du son à l'école Baltic Film and Media de l'université de Tallinn,.
Après avoir sorti deux albums, elle participe à une émission télé-crochet estonienne en 2007. Elle a sorti un autre album depuis, et de nombreux singles.

## Eurovision 2008
Luisa Värk a tenté de représenter l'Estonie au Concours Eurovision de la chanson 2008. 

## Albums
- Linnamuinasjutt, 2011
- Tunnete allee, 2008
- Geminice-Progress, 2006

## Vie privée
Elle est l'épouse de Taavi Rõivas, le 9e Premier ministre estonien. Le couple a une fille, Miina.
Avant même l’accession de Taavi Rõivas au poste de premier ministre, le couple bénéficiait déjà d'une certaine popularité, pour être ancré dans la vie officielle du pays, lors des cérémonies et des réceptions d'État.